# Alexandra Akimova
Alexandra Fedorovna Akimova (en ruso: Александра Фёдоровна Акимова; Skopinsky, RSFS de Rusia , 5 de mayo de 1922 - Moscú, Rusia, 29 de diciembre de 2012) fue una aviadora militar soviética que sirvió durante la Segunda Guerra Mundial como navegante de escuadrón en el 588.º Regimiento de Bombardeo Nocturno, apodado por los alemanes «Brujas de la Noche» (325.° División Aérea de Bombarderos Nocturnos, 4.° Ejército Aéreo, Segundo Frente Bielorruso), más tarde rebautizado como 46.° Regimiento Aéreo de Bombarderos Nocturnos de la Guardia «Taman». En 1994 se convirtió en una de las pocas mujeres galardonadas con el título de Héroe de la Federación de Rusia.

## Biografía

### Infancia y juventud
Alexandra Akimova nació el 5 de mayo de 1922 en la pequeña localidad rural de Skopinsky en la Gobernación de Riazán de la RSFS de Rusia (la Unión Soviética no se constituyó formalmente hasta finales de 1922), en el seno de una familia de campesinos rusos. Después de graduarse de la escuela secundaria, ingresó a clases de historia en el Instituto Pedagógico de Moscú además de realizar varios cursos de enfermería. Después de la invasión alemana de la Unión Soviética en 1941, solicitó alistarse en el Ejército Rojo, pero su solicitud fue inicialmente denegada y fue enviada para ayudar en la construcción de fortificaciones defensivas alrededor de Mozhaisk.

### Segunda Guerra Mundial
Finalmente fue aceptada en el ejército en octubre de 1941, Akimova ingresó en la Escuela de Aviación Militar de Engels en Sarátov, para convertirse en navegante en el 588.º Regimiento de Bombardeo Nocturno, uno de los tres regimientos de aviación formados por mujeres, fundados por Marina Raskova y liderado por la mayor Yevdokía Bershánskaya. El regimiento estaba formado íntegramente por mujeres voluntarias, desde las técnicos hasta las pilotos, todas ellas de una edad cercana a los veinte años.
El 23 de mayo de 1942, después de completar su entrenamiento, el regimiento fue transferido a la 218.º división de bombarderos nocturnos del Frente Sur (estacionada en el aeródromo de la aldea de Trud Gornyaka cerca de Voroshilovgrado). La propia Marina Raskova las acompañó hasta su destino y luego dio un conmovedor discurso de despedida antes de regresar a Engels. En su nuevo destino el regimiento quedó adscrito al 4.º Ejército Aéreo al mando del mayor general Konstanín Vershinin.
El 8 de febrero de 1943, el 588.º Regimiento de Bombardero Nocturno recibió el rango de Guardias y pasó a llamarse 46.º Regimiento de Bombardeo Nocturno de la Guardia, y un poco más tarde recibió el nombre honorífico de «Taman» por su destacada actuación durante los duros combates aéreos en la península de Tamán, en 1943 (véase batalla del cruce del Kubán).
A pesar de haber sido entrenada como navegante, inicialmente trabajó como maestra de armamento y luego como mecánica aeronáutica. No satisfecha con estar confinada a un trabajo de personal de tierra, Akimova pidió convertirse en navegante para misiones de combate cuando el regimiento comenzó a formar un tercer escuadrón en febrero de 1943 después de recibir la designación de guardias; el proceso de formación del nuevo escuadrón incluyó la formación de mecánicos como navegantes y navegantes como pilotos. Su solicitud fue aceptada y, después de completar rápidamente un entrenamiento de navegación adicional, realizó su primera salida de combate como navegante en abril de 1943, convirtiéndola en una de las navegantes más jóvenes del regimiento. A pesar de su mínima experiencia como navegante militar, se destacó en el puesto y pronto fue ascendida al puesto de navegante de escuadrón en octubre de 1943. Además, ayudó a entrenar a siete nuevos navegantes, lo que no fue fácil debido a las difíciles condiciones en el frente de guerra. Al final de la guerra, había realizó 680 salidas de combate como navegante en un biplano Po-2, por lo que fue nominada para el título de Héroe de la Unión Soviética en mayo de 1945, pero la nominada fue sustituida por la Orden de Lenin.

### Posguerra
Después del final de la guerra, Akimova fue desmovilizada del ejército en octubre de 1945 y pronto regresó a sus estudios en el Instituto Pedagógico de Moscú. En 1952 comenzó a dar clases en el Instituto de Aviación de Moscú, donde enseñó durante 40 años hasta su jubilación en 1992.
En 1994 recibió el título de Héroe de la Federación de Rusia por sus acciones en la guerra después de que su participación en la guerra llamara la atención. Fue miembro activo del movimiento de veteranos y participó en los desfiles de la victoria en Moscú. Murió el 29 de diciembre de 2012 y fue enterrada en el Cementerio Troyekúrovskoye de Moscú.

## Condecoraciones
A lo largo de su extensa vida, Alexandra Akimova recibió las siguientes condecoraciones:
- Héroe de la Federación de Rusia (31 de diciembre de 1994)
- Orden de Lenin (15 de mayo de 1946)
- Orden de la Bandera Roja (26 de abril de 1944)
- Orden de la Guerra Patria, tres veces (1.er grado - 22 de febrero de 1945; 2.do grado - 15 de junio de 1945 y 11 de marzo de 1985)
- Orden de la Estrella Roja (22 de octubre de 1943)
- Medalla al Valor (15 de marzo de 1943)
- Medalla de Zhúkov
- Medalla Conmemorativa por el Centenario del Natalicio de Lenin
- Medalla por la Defensa del Cáucaso
- Medalla por la Liberación de Varsovia
- Medalla al Trabajador Veterano
- Medalla por la Victoria sobre Alemania en la Gran Guerra Patria 1941-1945
- Medalla Conmemorativa del 20.º Aniversario de la Victoria en la Gran Guerra Patria de 1941-1945
- Medalla Conmemorativa del 30.º Aniversario de la Victoria en la Gran Guerra Patria de 1941-1945
- Medalla Conmemorativa del 40.º Aniversario de la Victoria en la Gran Guerra Patria de 1941-1945
- Medalla Conmemorativa del 50.º Aniversario de la Victoria en la Gran Guerra Patria de 1941-1945
- Medalla Conmemorativa del 60.º Aniversario de la Victoria en la Gran Guerra Patria de 1941-1945
- Medalla Conmemorativa del 65.º Aniversario de la Victoria en la Gran Guerra Patria de 1941-1945
- Medalla del 50.º Aniversario de las Fuerzas Armadas de la URSS
- Medalla del 60.º Aniversario de las Fuerzas Armadas de la URSS
- Medalla del 70.º Aniversario de las Fuerzas Armadas de la URSS
- Medalla Conmemorativa del 850.º Aniversario de Moscú
- Medalla Conmemorativa del 800.º Aniversario de Moscú